# Zeboudja
Zeboudja (em árabe: الزبوجة) é uma cidade e comuna localizada na província de Chlef, Argélia. Segundo o censo de 2008, a população total da cidade era de 26 539 habitantes.